# 巴格利鎮區 (密歇根州)
巴格利鎮區（英語：Bagley Township）是位於美國密歇根州奧齊戈縣的一個行政鎮區。

## 地方資料
巴格利鎮區的面積為79.46平方千米，當中陸地面積為72.78平方千米，而水域面積為6.68平方千米。根據2020年美國人口普查的數據，當地共有人口5867人，而人口密度為每平方千米73.84人。